# Przemysław Trojan

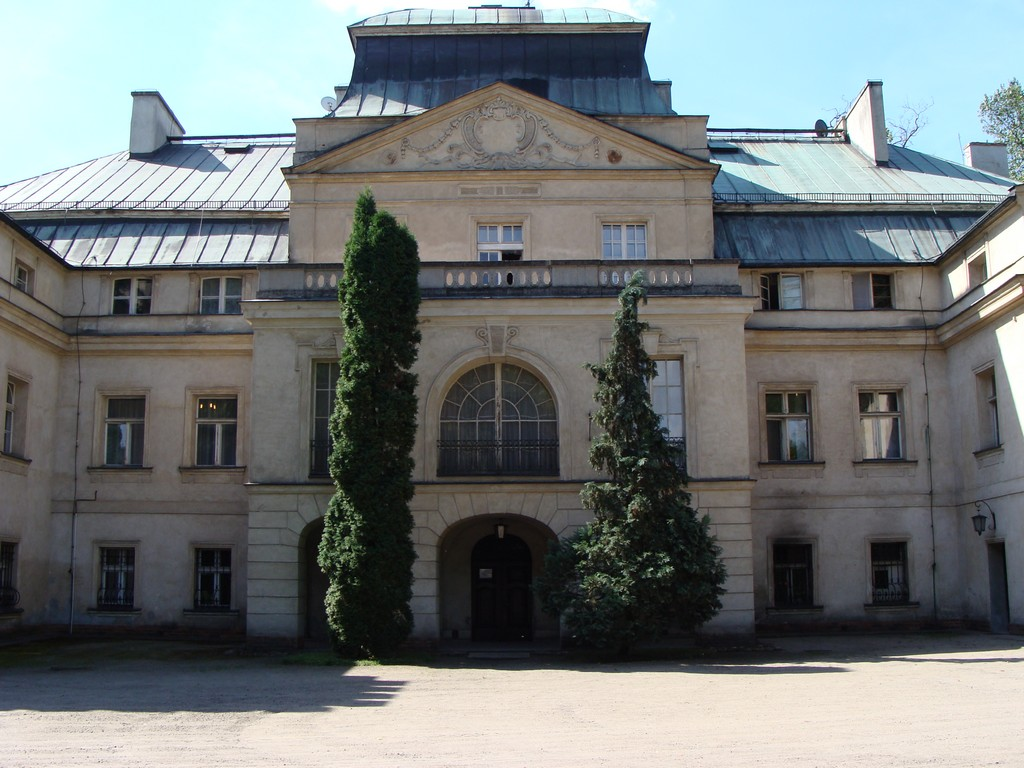
Pałac w Turwi – dawna siedziba Stacji Badawczej Zakładu Badań Środowiska Rolniczego i Leśnego PAN, gdzie mieścił się pierwszy zakład prof. Trojana (od 2022 r. własność IChB PAN)

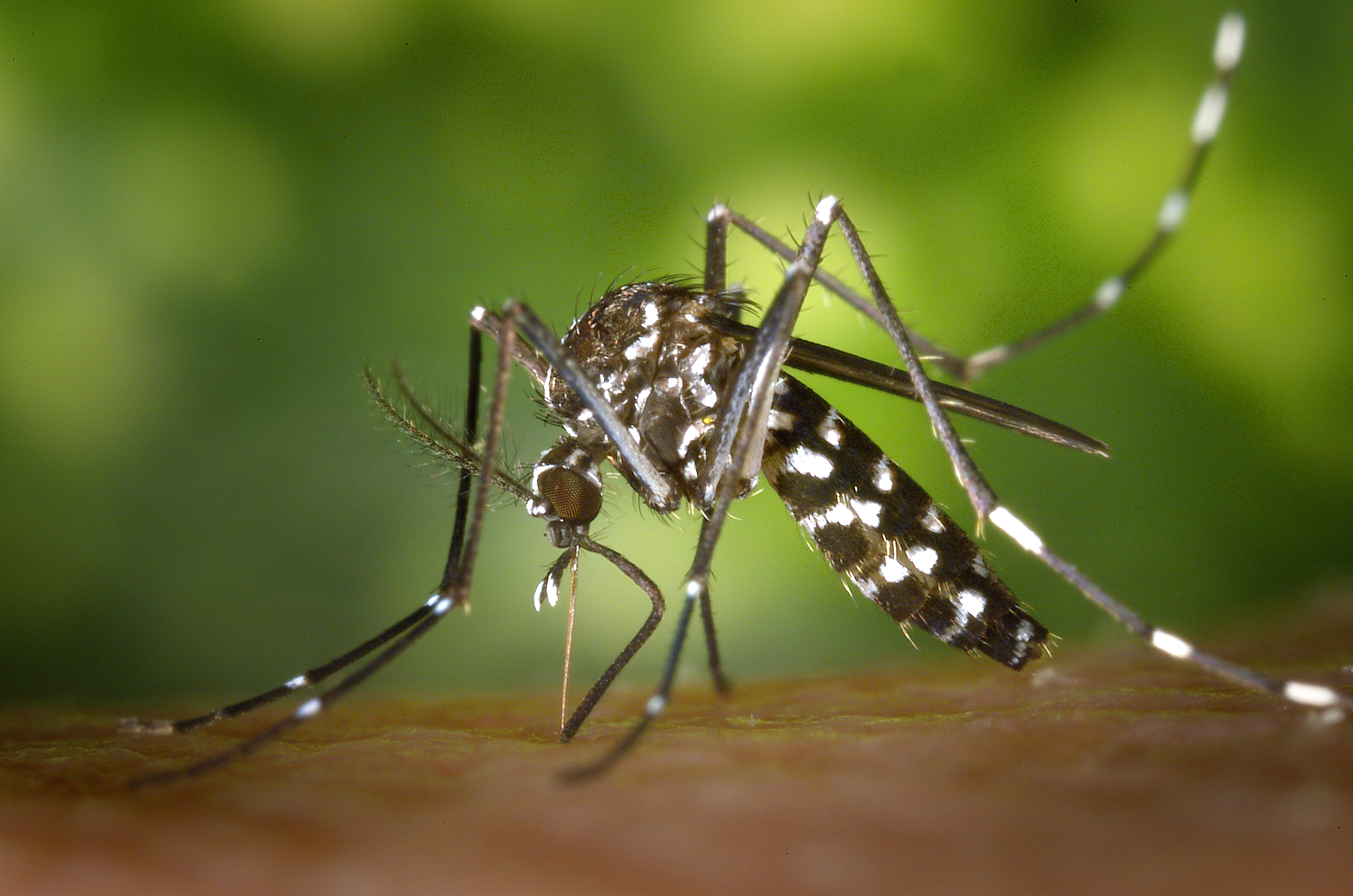
Komar tygrysi – jedna z długonogich muchówek

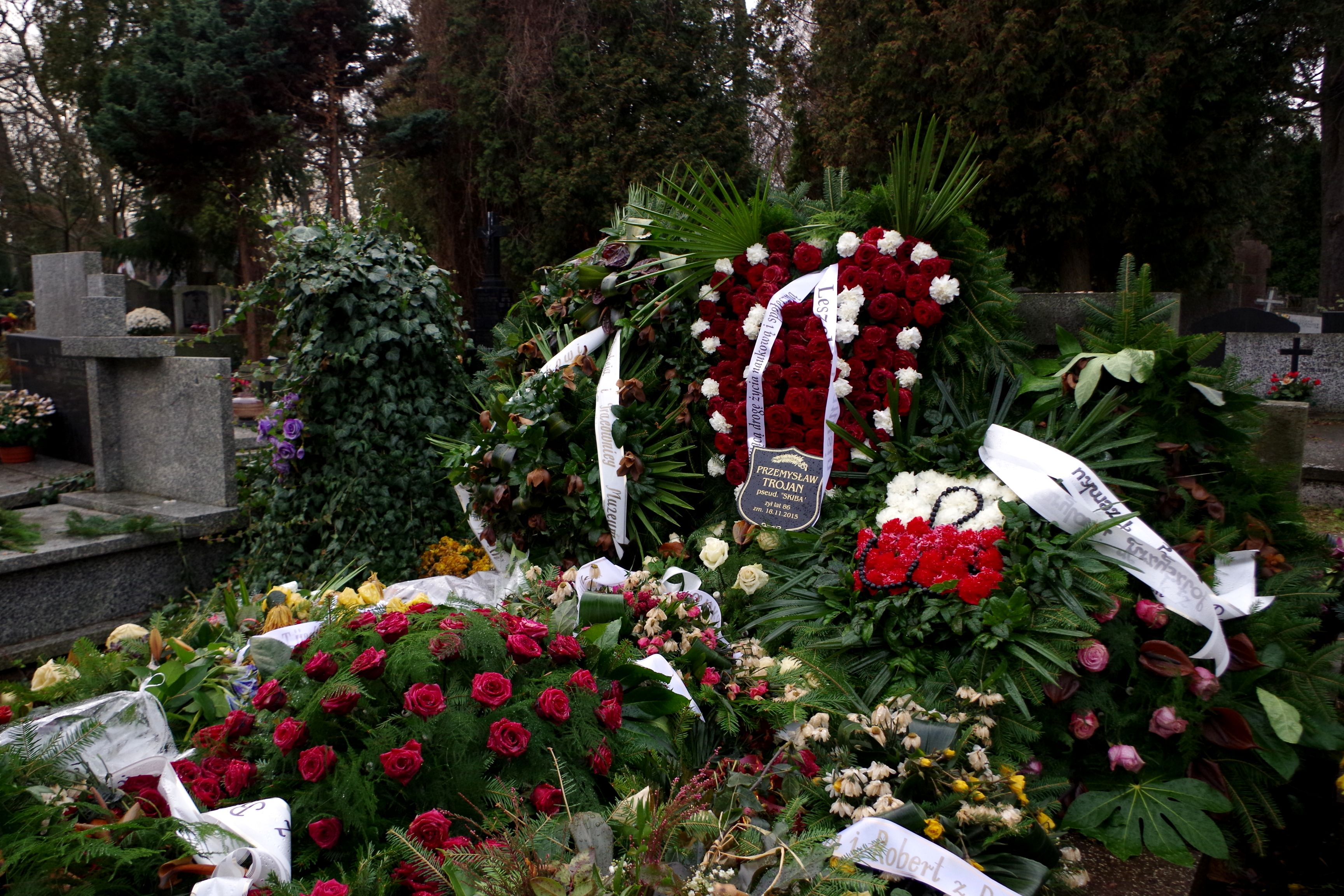
Grób prof. zw. dr hab. Przemysława Trojana na Cmentarzu ewangelicko-augsburskim w Warszawie

Przemysław Trojan ps. Skiba (ur. 22 sierpnia 1929 w Pruszkowie koło Warszawy, zm. 18 listopada 2015 w Nowych Grochalach) – polski biolog (spec. zoologia-entomologia, ekologia) związany z SGGW w Warszawie oraz Muzeum i Instytut Zoologii Polskiej Akademii Nauk w Warszawie.

## Życiorys

### Okres przedwojenny
Urodził się w Pruszkowie, w rodzinie pracownika bankowego, po utracie tej pracy zatrudnionego w pruszkowskiej elektrowni. Matka wspomagała domowy budżet zajmując się hafciarstwem. Przemysław był pierwszym z trojga dzieci – miał młodszego brata (ur. 1936) i młodszą siostrę (ur. 1944). Przez 3 lata uczęszczał do szkoły podstawowej im. Józefa Piłsudskiego w Pruszkowie, a do klasy czwartej – w Brwinowie, gdzie rodzice zamierzali wybudować dom.

### II wojna światowa
W chwili wybuchu wojny miał 10 lat; zapamiętał pierwsze niemieckie bombardowanie Brwinowa, które widział w czasie przyjęcia zorganizowanego z okazji imienin matki – Bronisławy (1 września 1939). W pierwszych latach okupacji (do 1942) mieszkał i uczył się w Pruszkowie. Był tam świadkiem wywożenia Żydów do obozów ze stacji kolejowej w Pruszkowie.
W roku 1942 rodzinę przeniesiono do Warszawy (do domu pruszkowskiej elektrowni przy ul. Śliskiej), gdzie Przemysław uczęszczał na tajne komplety w Gimnazjum Wojciecha Górskiego w Warszawie. Od 1943 roku należał do „Szarych Szeregów”, w których najmłodsza grupa („Zawiszacy”) była przygotowywana do działań wywiadowczych i opanowywała sposoby bezpiecznego poruszania się po mieście (o przygotowywaniu powstania „Zawiszacy” nie byli informowani). W dniu wybuchu powstania (1 sierpnia 1944) Przemysław Trojan był zaskoczony widokiem Dywizji SS „Hermann Göring” na ul. Pięknej. W czasie powstania budował barykady, gasił pożary, nosił prowiant dla walczących i pocztę. Służył w stopniu strzelca jako łącznik Kedywu (Kolegium B). Był świadkiem samosądu, który spotkał żandarma i gestapowca, rozpoznanych wśród jeńców ze zdobytej przez powstańców PAST-y. Po kapitulacji powstania członkom rodziny udało się uniknąć wysiedlenia – zostali uwolnieni z obozu przejściowego w Pruszkowie dzięki pomocy znajomej Niemki.

### Okres powojenny
W okresie powojennym rodzina przeniosła się do Gliwic, gdzie ojciec Przemysława został skierowany do pracy i otrzymał mieszkanie. Przemysław Trojan skończył gliwickie I Liceum Humanistyczne. Po maturze (1948) wrócił do Warszawy i rozpoczął studia biologiczne na Uniwersytecie Warszawskim, m.in. u zoologa, Tadeusza Jaczewskiego, które ukończył w roku 1952.
Z punktu widzenia naukowego rozwoju Przemysława Trojana było istotne, że w lata 50. XX w. były okresem, w którym profesorowie Kazimierz Petrusewicz i Kazimierz Tarwid tworzyli polską szkołę ekologiczną, z której wyszło wielu przyszłych profesorów ekologii.
Pracę zawodową rozpoczął już jako student, na stanowisku zastępcy asystenta na SGGW (1950–1954). W latach 1954–1958 pracował w Instytucie Zoologii PAN w Warszawie, gdzie kierował Pracownią Dipterologiczną, którą zorganizował. Stopień doktora uzyskał na Wydziale Biologii UW w roku 1958 na podstawie rozprawy pt. „Nisze ekologiczne ślepaków w Puszczy Kampinoskiej”.
Po doktoracie objął stanowisko adiunkta w Instytucie Ekologii PAN w Warszawie i kierownika Stacji Badań Ekologicznych w Dziekanowie Leśnym. Otrzymał habilitację w roku 1963 na podstawie rozprawy „Koncepcja gatunku w rodzaju Tabanus L. w świetle praktyki taksonomicznej”, po czym pracował (kolejno) w stacji badawczej Zakładu Agroekologii w Turwi, jako kierownik Zakładu Agrotechniki (1963–1968), Uniwersytecie Śląskim (1972) i Instytucie Zoologii PAN. Tytuł profesora nadzwyczajnego otrzymał w roku 1971, a tytuł profesora zwyczajnego w roku 1982. W latach 1973–1976 zajmował stanowisko profesora w Wyższej Szkole Rolniczo-Pedagogicznej w Siedlcach, w latach 1982–1988 – stanowisko dyrektora Instytutu Ekologii PAN w Dziekanowie Leśnym, a w latach 1991–1999 był kierownikiem Pracowni Faunistyki w Instytucie Zoologii PAN w Warszawie oraz wykładowcą na Studium Doktoranckim Wydziału Leśnego SGGW w Warszawie. W okresie 1982–1999 prowadził badania jako stypendysta Museum für Naturkunde Uniwersytetu im. A. Humboldta w Berlinie i Muséum national d’Histoire naturelle w Paryżu.
Od 1961 roku należał do PZPR, od 1977 roku był lektorem w KC PZPR.
Był zastępcą sekretarza Wydziału Nauk Biologicznych PAN (1976–1982) i członkiem sekretariatu naukowego oraz przewodniczącym Komitetu Ekologii PAN, członkiem Państwowej Rady Ochrony Przyrody, Państwowej Rady Ochrony Przyrody i Rady Ekologicznej przy MON.
Na emeryturę przeszedł w roku 2000. Pochowany na cmentarzu ewangelicko-augsburskim w Warszawie (aleja 39, miejsce 83).

## Praca naukowa
Zakres naukowych zainteresowań Przemysława Trojana obejmował obszary faunistyki i ekologii, a przede wszystkim problemy systematyki i zoogeografii muchówek (Diptera). W Zakładzie Agroekologii PAN w Turwi zajmował się m.in. produkcją i równowagą ekologiczną w agrocenozach, w tym biologicznymi metodami zwalczania szkodników roślin uprawnych w. W Instytucie Zoologii PAN w Warszawie uczestniczył w tworzeniu i realizacji programów badań regulacji liczebności populacji szkodników w agrocenozach. Zajmował się również m.in. problemami populacji zwierząt w ekologii miasta, systematyką i ewolucją muchówek krwiopijnych, różnorodnością struktur biocenoz, sukcesją ekologiczną fauny.
Był promotorem prac doktorskich:
- 1993 – Dariusz Iwan, Systematyka rodzaju Opatrinus Dejean, 1821 (Colepter–a, Tenebrionidae),
- 1994 – Jolanta Wytwer, Powiązania faunistyczne Chilopoda środowisk leśnych i miejskich Mazowsza,
- 2000 – Ewa Durska, Sukcesja wtórna zgrupowań zadrowatych (Diptera: Phoridae) borów świeżych Puszczy Białowieskiej.

## Publikacje
Przemysław Trojan jest autorem pierwszego polskiego podręcznika akademickiego „Ekologia ogólna” (wznawianego 12 razy w okresie 1975–1980) oraz ponad 250 innych publikacji, w tym m.in. publikacji książkowych, np.:
- „Bioklimatologia ekologiczna”, PWN 1985 (3 wydania),
- „Materiały Studialne: Socjalizm a globalne problemy współczesności”, Ossolinum 1987, ISBN 83-04-02653-8.
- „Biblioteczka Przyrodnicza: Muchy i człowiek”, PWN 1958,
- „Fauna Polski: Tabanidae – ślepaki (Insecta Diptera)”, PWN 1979, ISBN 83-01-00251-4.

Przez entomologów badających Diptera szczególnie cenione są wydawnictwa z serii „Klucze do oznaczania owadów Polski” i „Fauna Polski” (15 pozycji).

## Odznaczenia
- Krzyż Oficerski Orderu Odrodzenia Polski,
- Krzyż Powstania Warszawskiego,
- Krzyż Armii Krajowej,
- Krzyż Zasługi dla Związku Harcerstwa Polskiego z Mieczami.